# Turpan hnědý
Turpan hnědý (Melanitta fusca) je středně velký druh kachny z řádu vrubozobých. Vždy je zbarvený tmavohnědě, s bílými loketními letkami (v letu tvoří v křídle bílé pole). Dospělý samec má navíc půlměsíčitou bílou skvrnku pod okem a světle oranžově lemovaný zobák. Samice je o něco světlejší, s proměnlivou kresbou na hlavě; obvykle má světlejší skvrny před okem a v příuší. Mladí ptáci mají výrazně světlejší břicho a dvě světlé skvrny na tváři. Hnízdí na pobřeží i na sladkých vodách v horách a tundře, do České republiky zaletuje každoročně v zimě.

## Galerie

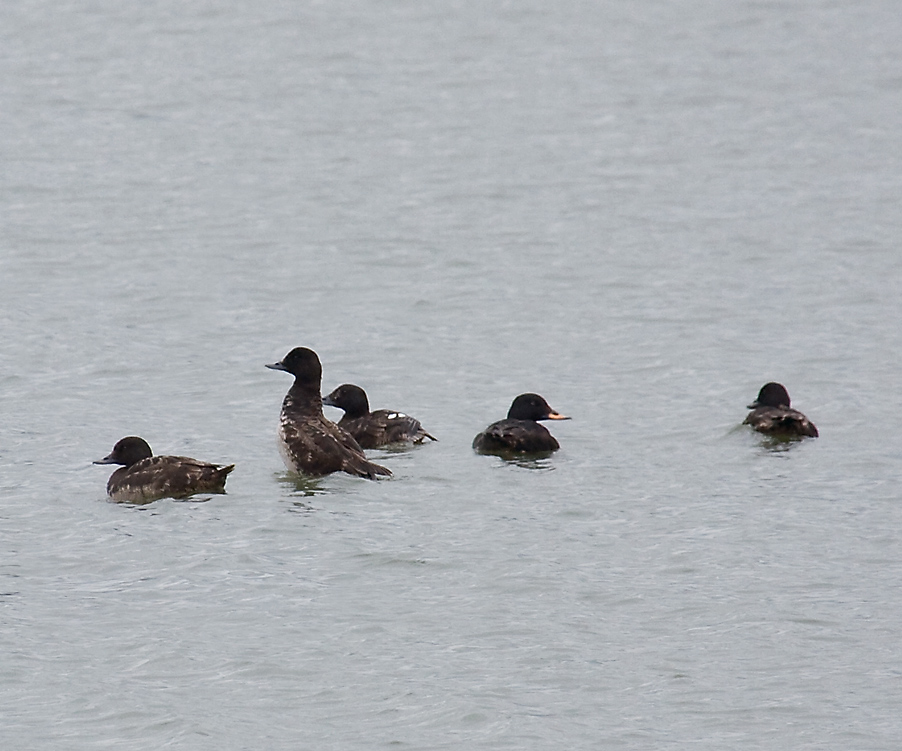
Hejnko turpanů hnědých
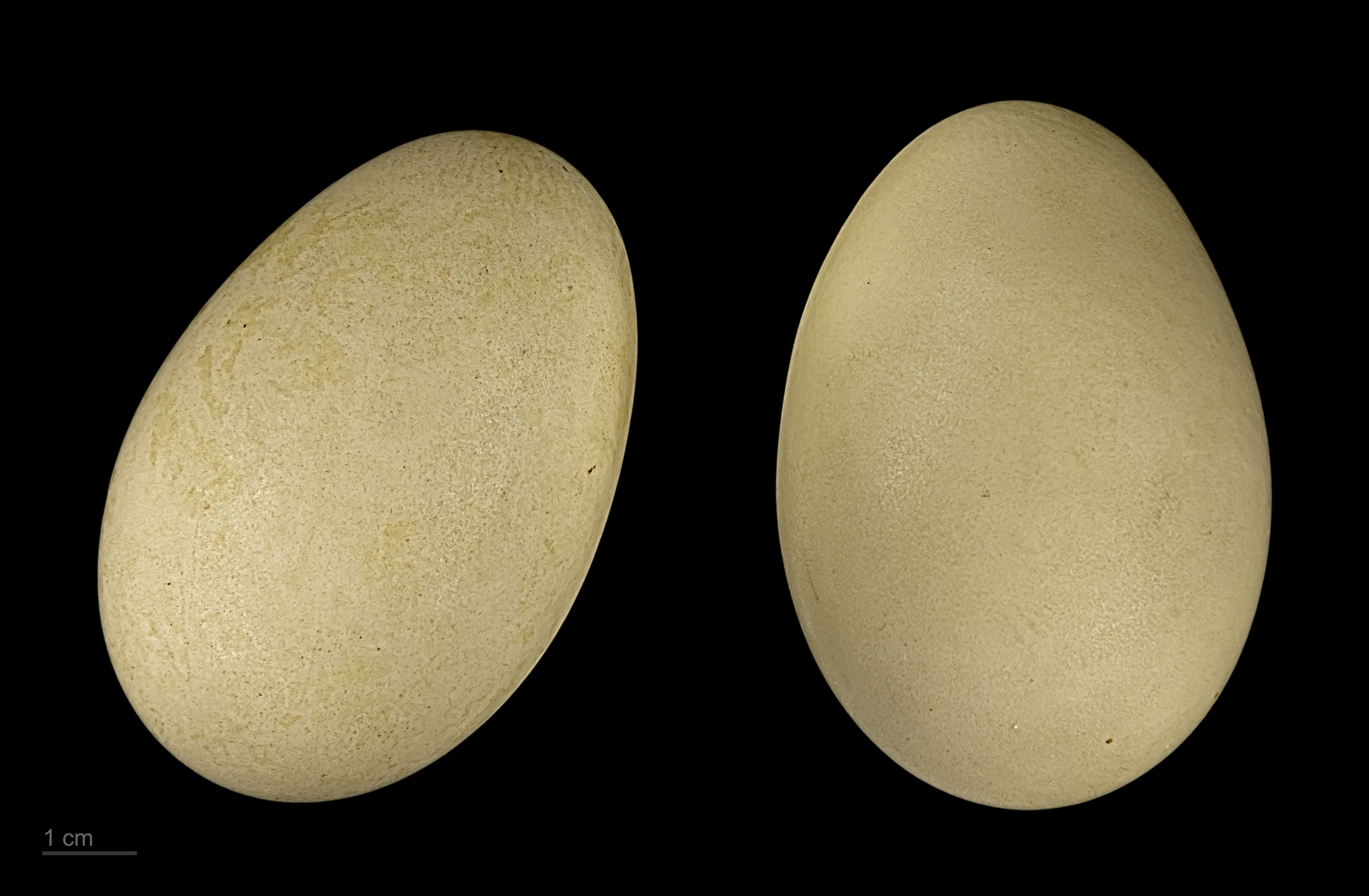
Melanitta fusca